# Ligne 92 du tramway de Bruxelles
La ligne 92 du tramway de Bruxelles est une ligne de tramway qui relie Schaerbeek Gare et Fort-Jaco, via la Rue Royale, à Bruxelles. Autrefois exploitée par des tramways à plancher bas de type T2000, elle fut parcourue à partir de 2007 par des tramways de type PCC 7700/7800 avant le retour des T2000 à la rentrée 2010 (avec quelques PCC 7700/7800, T3000 et PCC 7900).
Actuellement, elle est exploitée par des trams T3000 et quelques T2000.

## Histoire
La ligne est mise en service le 19 mars 1968 à l'occasion de la cinquième phase de restructuration du réseau de tramway bruxellois. Elle relie l'Esplanade à Neder-Over-Heembeek à Uccle-Centre en remplacement de tout ou partie des lignes suivantes, :
- la ligne 1 entre l'Esplanade et la place des Palais à Bruxelles ;
- la ligne 2 entre le carrefour du boulevard Lambermont avec l'avenue Princesse Élisabeth à Schaerbeek et la place Louise à Bruxelles ;
- la ligne 6* entre la place du Petit Sablon à Bruxelles et le square Marlow à Uccle ;
- la ligne 8* entre la place de la Reine à Schaerbeek et la place Vanderkindere à Uccle pour les services 92 et le rond-point Churchill pour les services 92/.
- la ligne 10* entre la place Louise à Bruxelles et le square Marlow ;
- la ligne 11* entre la place Louise et Uccle-Centre.

* remplacement sur tout ou partie de ces sections partagé avec la nouvelle ligne 18.
Elle est renforcée par des services partiels 92/ Gare de Schaerbeek - Uccle Rond-Point Churchill.
Le 11 juin 1969, les voies utilisées par les services 92/ entre la place Vanderkindere et le rond-Point Churchill sont mises en site spécial (voir ligne 90).
Son code couleur à l’époque était Blanc-Rouge. Elle assurait une liaison entre le haut de l’Avenue de Meysse (actuel Esplanade 52) et la place Emile Danco (actuel Globe) où elle partageait le terminus avec l'ancienne ligne 58 des tramways de Bruxelles . Lors de la création, la ligne 92 avait comme particularité d’avoir des « services renfort » qui s’échappaient de son itinéraire officiel (Gare de Schaerbeek – RP Winston Churchill).
Durant dix-sept années la ligne 92 fut inchangée. Mais lors de la mise en service de la station (prémétro) Louise le 15 août 1985 une restructuration locale eut lieu ; la ligne 92 fut alors déviée depuis Héros vers l’Avenue Wolvendael suivant l’itinéraire abandonné du 18, jusqu’au bas de Uccle. Les « services renfort » entre Gare de Schaerbeek et RP Winston Churchill furent prolongés jusqu’à la place Emile Danco. À cette occasion la ligne 92 abandonne son numéro central et adoptera son code couleur actuel qui est le rouge.
Le 1er septembre 1990, à la suite de la restructuration de la ligne 60 qui abandonnera son rôle de renfort contraint, la ligne 92 a abandonné définitivement le terminus Danco où les services seront prolongés vers Fort-Jaco.
Le 1er septembre 1995, la ligne 92 se voit équipée en partie par des tramways modernes à plancher bas, T2000. Ces nouvelles motrices étant interdites sur l’itinéraire entre Pr Elisabeth et Esplanade, les T2000 ne roulent que sur les services limités à Schaerbeek et Louise.
Le 1er septembre 1997, à la suite de la pression politique de l’époque, les Tram 2000 furent imposés sur la ligne 92, ce qui entrainera une scission de la ligne à la suite de l’interdiction de ces véhicules dans le tunnel Léopold. Les T2000 circulent alors intégralement entre Gare de Schaerbeek et Fort-Jaco. Le tronçon Verboekhoven – Esplanade, lui, ne servira que de renfort à la ligne 52 et sera toujours équipé de motrices PCC.
Le 21 avril 1998, la ligne 92 se voit raccourcie officiellement jusqu’à la gare de Schaerbeek. Les services entre Verboekhoven et Esplanade qui étaient également intégralement exploités par la ligne 2 furent abandonnés au profit d’un renforcement de ce dernier.
Le 16 avril 2007, lors de la 4e phase de restructuration du réseau (2005–2009) on notera le retour des motrices de type PCC sur la ligne 92, en raison de la reprise d'une partie des services à Ixelles par le dépôt de Schaerbeek, dont les motrices n’ont qu’un film de dépannage en code couleur ainsi qu’un barré code couleur.
Le 2 juillet 2007, lors de la 5e phase de restructuration du réseau (2005–2009), la ligne 92 se voit supprimer ses deux lignes de renfort (91 et 93) ; de ce fait, les « services renfort » entre Fort-Jaco et Louise furent prolongés jusqu’à Schaerbeek afin de desservir intégralement la ligne. On notera également le retour des destinations de la ligne 92 sur les bobines PCC.
Le 1er octobre 2007, les 2000 se voient complètement interdites sur la ligne 92. En effet, sous la pression incessante des riverains ucclois, ne supportant plus le bruit important aux aiguillages de ces dernières par rapport aux autres trams 7100, 7900...et nouveaux 3000, la dernière motrice de type 2000 aura roulé le dimanche 30 septembre 2007, ce fut la 2001. Cependant, depuis 2010, des trams T2000 sont à nouveau utilisés sur la ligne 92.
Dans les années 2010, l'arrêt Fond Roy est supprimé, ainsi qu'un arrêt de service qui permettait aux trams se dirigeant vers le dépôt d'Ixelles de débarquer les voyageurs à Janson. Plusieurs arrêts voient leurs quais allongés ou déplacés pour accueillir les trams T3000 (notamment celui de Vanderkindere et le terminus de Fort-Jaco).

## Tracé
La ligne 92 du tram de Bruxelles part de Schaerbeek Gare. Les trams descendent l’avenue Princesse Élisabeth et croisent la ligne 7 et arrivent à la place Eugène Verboekhoven en correspondance avec la ligne 55. Désormais seule, elle traverse l’avenue Maréchal Foch, la chaussée de Haecht et la place de la Reine (Sainte-Marie) où la ligne 93 la rejoint.
Les trams croisent les lignes de Métro 2 et 6 à Botanique, traversent la place et colonne du Congrès, et sont en correspondance avec les lignes de Métro 1 et 5 à Parc.
Les trams desservent la rue Royale, la place Royale et du Petit Sablon et la rue de la Régence ainsi que la place Poelaert et la rue des Quatre Bras. Les PCC 7700/7800 croisent les lignes de Métro 2 et 6 à Louise où la ligne 97 renforce le parcours, puis l’avenue Louise.
Arrivés à la place Stéphanie, ils se séparent des trams de la ligne 8, et traversent la chaussée de Charleroi et la place Janson où ils se séparent de la ligne 97 et croisent la ligne 81.
Seuls sur un tronçon autrefois desservi par la ligne 91, aujourd’hui disparue, ils s’éloignent du centre-ville sur l’avenue Brugmann, desservent Ma Campagne. Ils croisent la ligne 3 à la place Vanderkindere et prennent le même itinéraire que la ligne 4 jusqu’à Héros.
Puis, les PCC 7700/7800 rencontrent le 97 et prennent l’avenue Wolvendael, desservent le square Maurice Raindorf (Dieweg), ancien terminus de la ligne 18 et aujourd’hui du 97. Les trams empruntent l’avenue Jean et Pierre Carsoel, et desservent la gare de Saint-Job, ainsi que la place Saint-Job et la rue du Ham. Et enfin, les trams prennent la drève de Carloo (dans le sens contraire, rue du Moulin, vers Schaerbeek) pour arriver à Fort-Jaco.

## Exploitation de la ligne
La ligne 92 est exploitée par la STIB. Elle fonctionne, environ entre 5 h 20 et 1 h, toutes les jours, sur la totalité du parcours. Les tramways rallient Schaerbeek Gare à Fort-Jaco en environ 60 minutes.

### Fréquence
Les temps de parcours sont donnés à titre indicatif à partir du site de la STIB.
- En journée, jusqu’à 20 heures :
  - Du lundi au vendredi : c’est un tram toutes les 6 minutes en heure de pointe et toutes les 8 minutes en heures creuses, 
    - Petites vacances scolaires : c’est un tram toutes les 8 minutes en heure de pointe et toutes les 12 minutes en heures creuses,

  - Les samedis : c’est un tram toutes les 20 minutes avant 10 h et ensuite toutes les 12 minutes,
  - Les dimanches, toutes périodes confondues, c’est un tram toutes les 15 minutes toute la journée,
- En soirée, toutes périodes confondues, c’est un tram toutes les 15 minutes.

### Matériel roulant
D’ordinaire, la ligne 92 est affectée à des motrices de type PCC 7700/7800.
Depuis la rentrée 2010, les tramways de type T2000 ont fait leur retour sur la ligne 92. À la suite des travaux qui ont été faits du côté d’Uccle sur la ligne, leur interdiction a été levée. Il est donc possible de voir jusqu’à 5 motrices de type 2000 sur le 92 la semaine.
Depuis avril 2012, des T 3000 sont progressivement mis en circulation sur le 92 pendant la semaine, et la ligne est intégralement exploitée avec ces T 3000 pendant les week-ends et jours fériés.

### Tarification et financement
La tarification de la ligne est identique à celles des autres lignes (hors cas de la desserte de l'aéropport) exploitées par la STIB et dépend soit des titres Brupass et Brupass XL permettant l'accès aux réseaux STIB, TEC, De Lijn et SNCB soit des titres propres à la STIB valables uniquement sur ses lignes.
Le financement du fonctionnement de la ligne, entretien, matériel et charges de personnel, est assuré par la STIB.

## Images

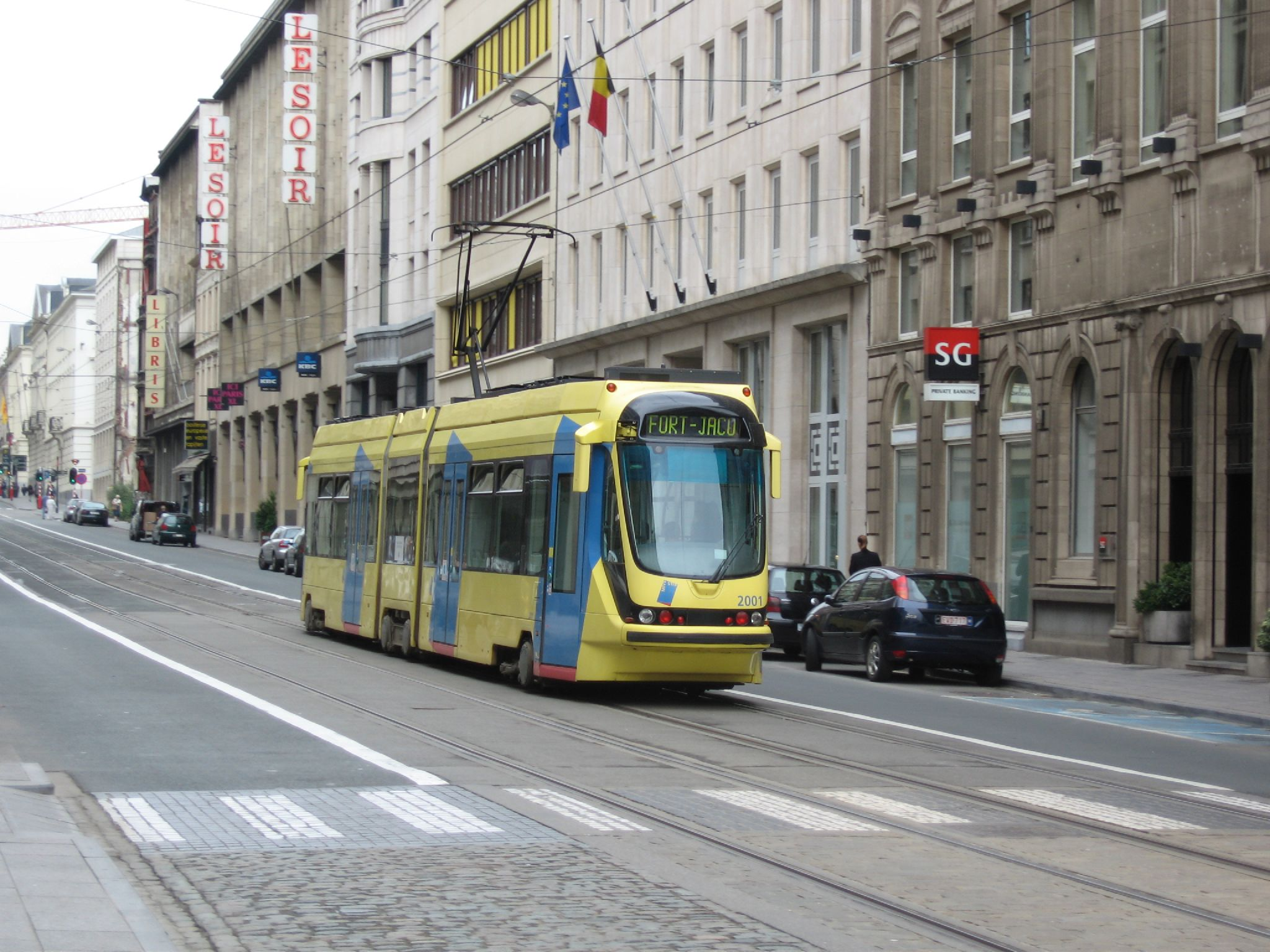
2005 : seul des T2000 assurent les services de la ligne 92.
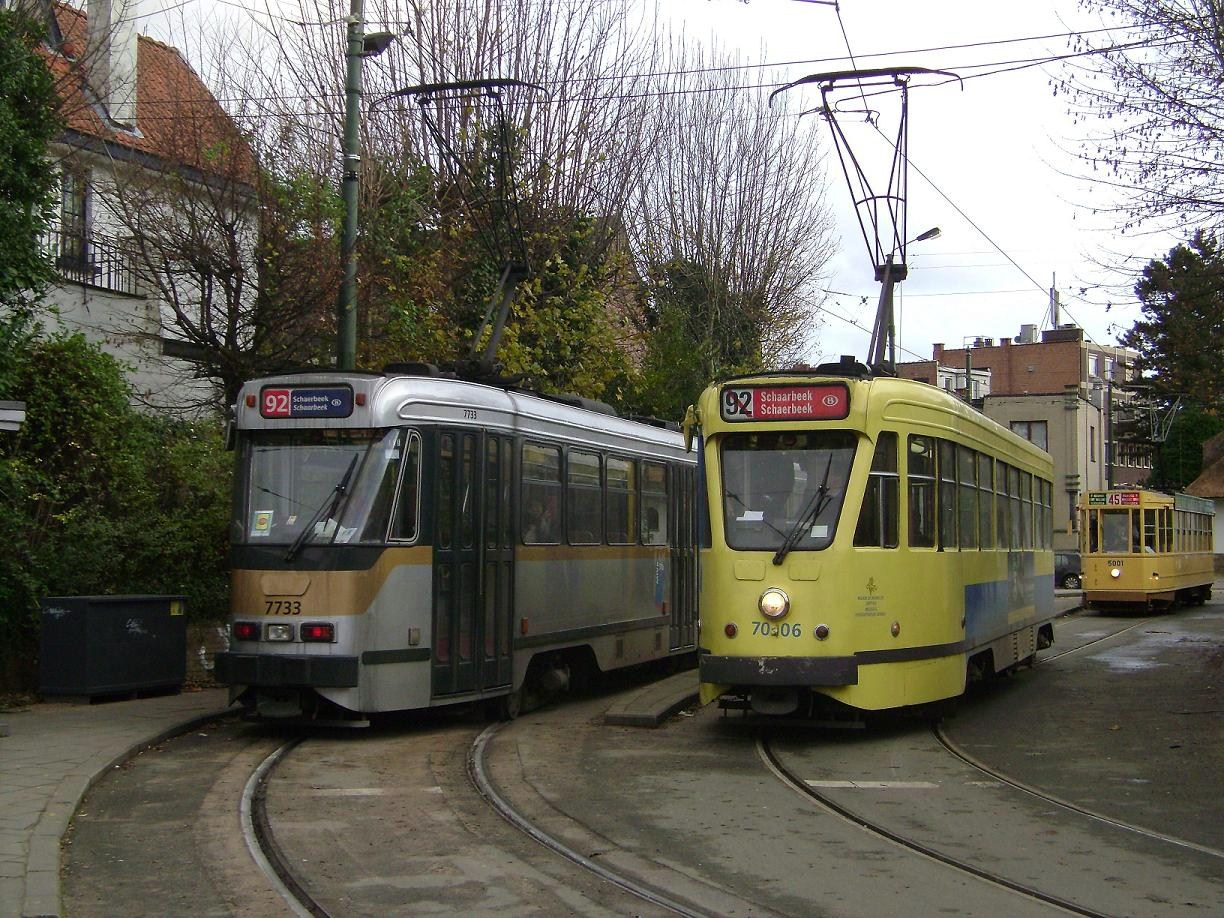
2008 : sortie avec une PCC 7000 organisée par le Musée du Tram. La PCC 7000 dispose encore du film 92 barré Schaerbeek, datant de 1995-1997.
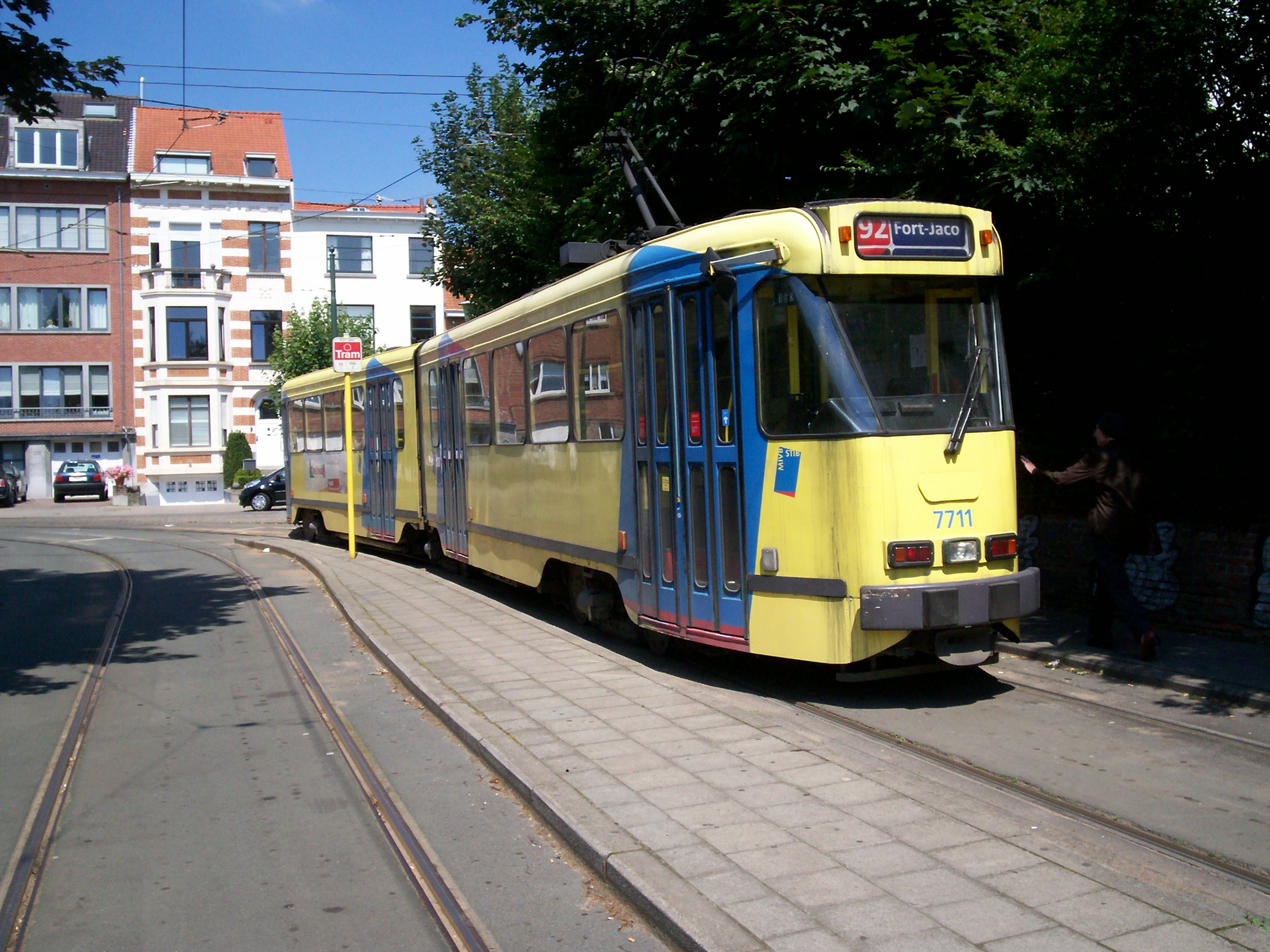
2008 : les PCC 7700/7800 assurent également des services sur le 92.
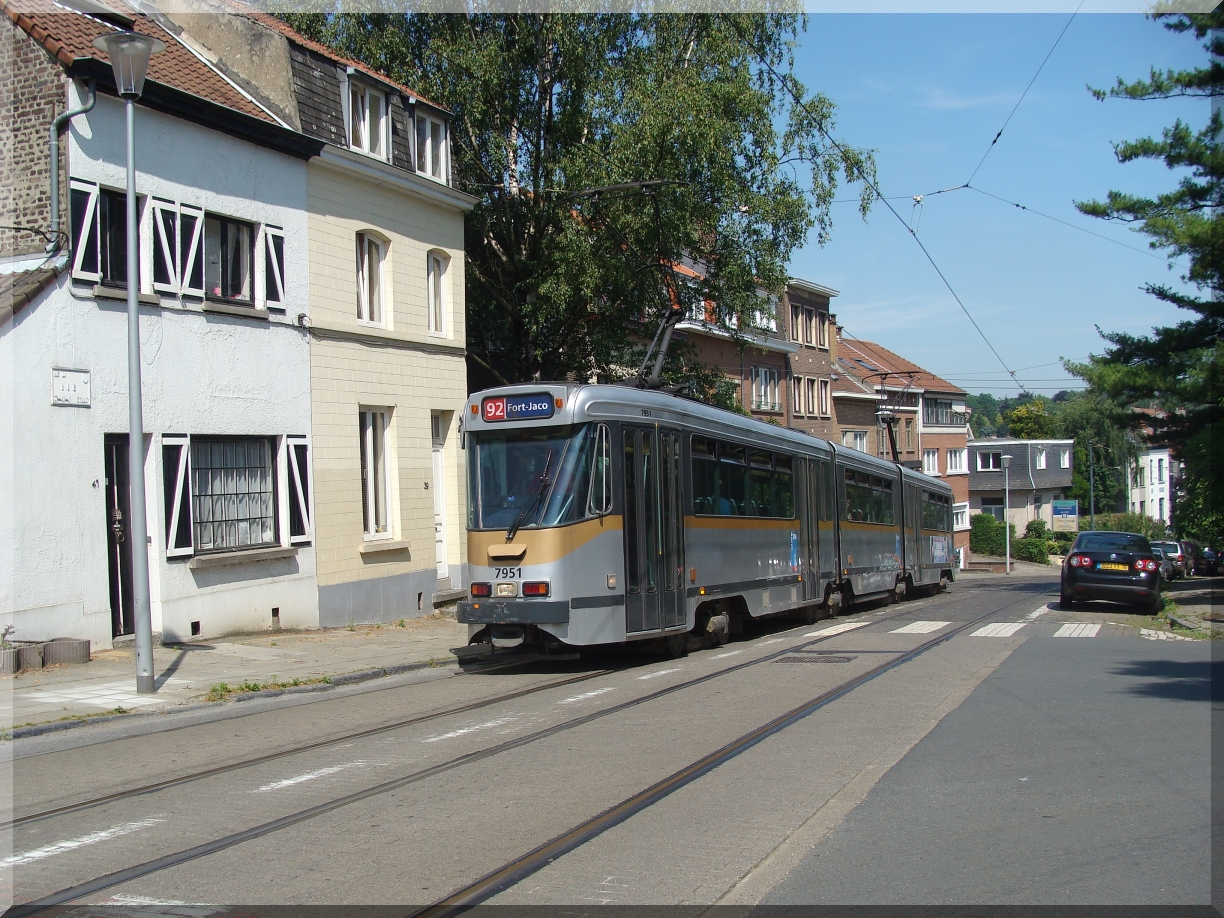
2008 : à la suite de la suppression des lignes 91 et 93, la ligne 92 voit sont succès augmenter. Des trams à plus grande capacité sont nécessaires, en attendant la livraison des T3000.
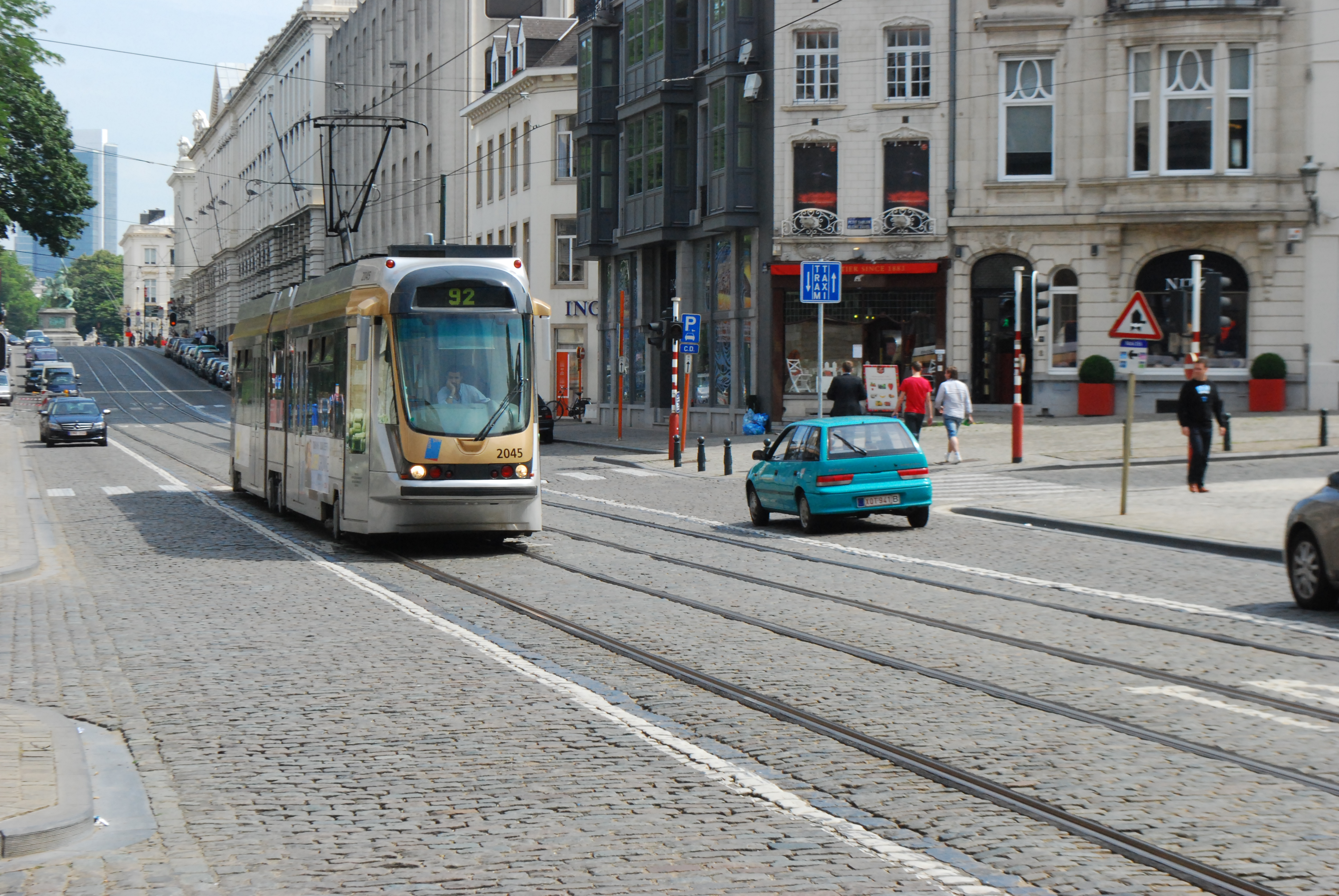
2011 : l'interdiction des T2000 sur le 92 est levée.
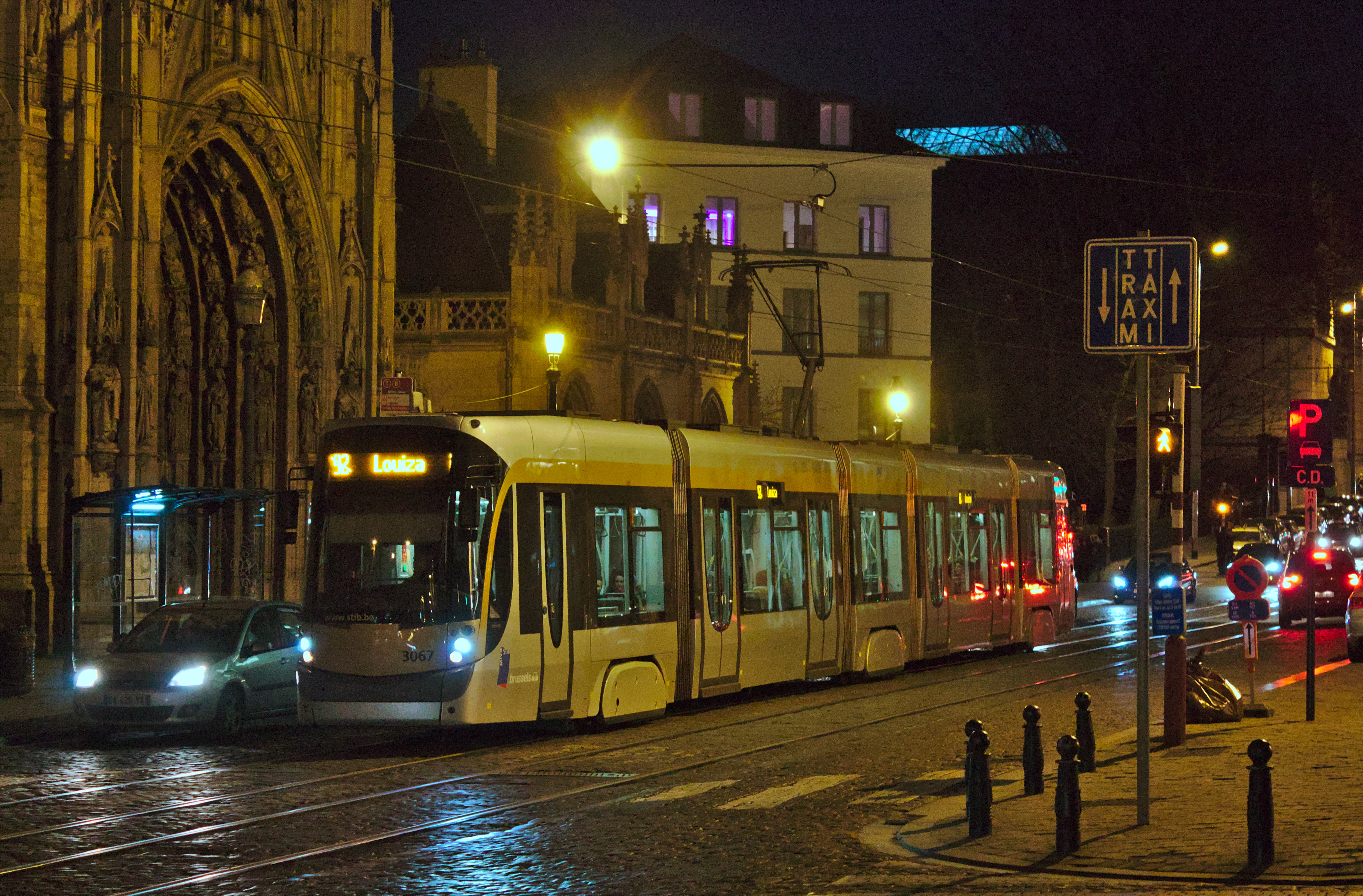
2015 : seul des T3000 circulent encore sur la ligne 92. Ici un service barré Louise à la suite d'une rentrée au dépôt av. de l'Hippodrome en 94 après Louise.
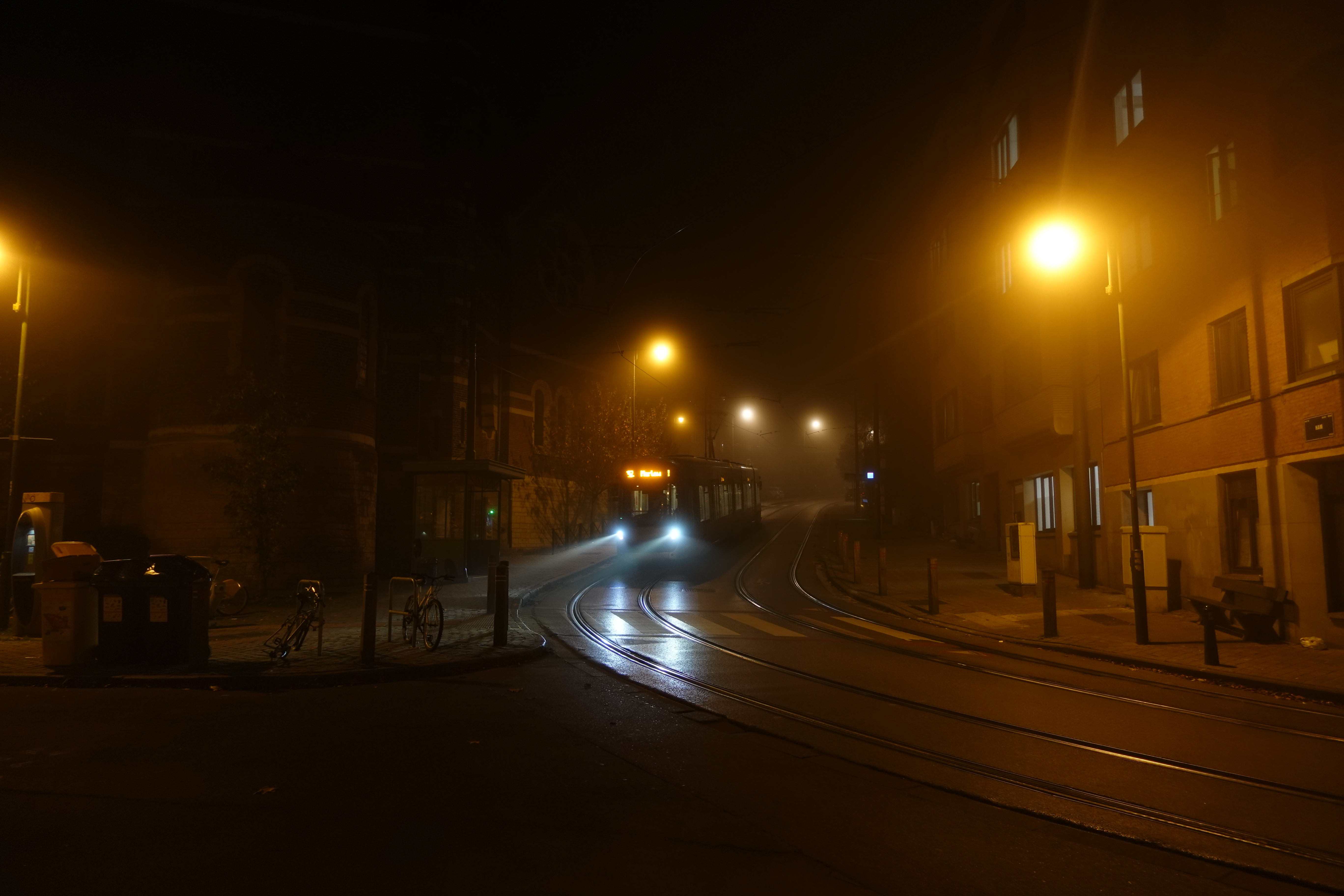
Du 4 novembre 2024 à juin 2025, le terminus est provisoirement à Lancaster. Photo du dernier tram parti de Fort-Jaco.